# Червоткин, Алексей Александрович
Алексе́й Алекса́ндрович Черво́ткин (род. 30 апреля 1995, Зыковы, Кировская область) — российский лыжник, олимпийский чемпион в эстафете (2022), серебряный призёр Олимпийских игр в эстафете (2018) и двукратный серебряный призёр чемпионатов мира в эстафете, чемпион мира 2021 по бегу на роликовых лыжах, заслуженный мастер спорта России по лыжным гонкам.
Является военнослужащим войск национальной гвардии Российской Федерации, имеет воинское звание «капитан».

## Биография
Родился в деревне Зыковы Котельничского района Кировской области, затем его семья переехала в посёлок Даровской, где он и начал заниматься лыжным спортом. В 16 лет переехал в Москву, в спортивную школу олимпийского резерва № 81 «Бабушкино». В 2012 году поступил на учёбу в Институт физической культуры и спорта Пензенского государственного университета .

## Спортивная карьера
В сезоне 2012/2013 Алексей впервые принял участие в юниорском чемпионате мира в чешском Либереце. Там он завоевал бронзу в скиатлоне и золото в эстафете.
Двукратный победитель европейского юношеского зимнего олимпийского фестиваля (2013) .
В сезоне 2013/2014 Алексей снова принял участие в юниорском чемпионате мира в Валь-ди-Фьемме, где он завоевал серебряную медаль в скиатлоне и бронзу в эстафете.
В сезоне 2014/2015 на чемпионате мира среди юниоров в Алма-Ате Алексей триумфально выиграл сразу три золотые медали (в скиатлоне, разделке на 10 км свободным стилем и в эстафете). В этом же сезоне Червоткин дебютировал на этапе Кубка мира в Лахти.
В сезоне 2015/2016 Алексей принял участие в чемпионате мира до 23 лет в Румынии, где занял 2 место на дистанции 15 км классическим стилем. На финише сезона Алексей стал чемпионом России в марафоне на 50 км свободным стилем.
В сезоне 2016/2017 Червоткин вновь принял участие в чемпионате мира до 23 лет в США, где выиграл две серебряные медали в скиатлоне и разделке на 15 км свободным стилем. На чемпионате мира в финском Лахти Алексею доверили место в эстафете, где он вместе с партнёрами по команде стал серебряным призёром.
Считается лучшим стартёром (тот, кто бежит на первом этапе) в лыжной эстафете за всю историю российского и советского лыжного спорта, что и доказывал на Олимпийских играх и кубке мира, делая отрыв уже после своего первого этапа.

## Результаты

### Олимпийские игры
| Олимпийские игры | Спринт | Командный спринт | 15 км раздельный старт | 15+15 км скиатлон | 50 км масс-старт | Эстафета |
| ---------------- | ------ | ---------------- | ---------------------- | ----------------- | ---------------- | -------- |
| 2018 Пхёнчхан    | —      | —                | —                      | —                 | 12               | 2        |
| 2022 Пекин       | —      | —                | 5                      | 36                | —                | 1        |

### Чемпионаты мира по лыжным видам спорта
| Чемпионат мира  | Спринт | Командный спринт | 15 км раздельный старт | 15+15 км скиатлон | 50 км масс-старт | Эстафета |
| --------------- | ------ | ---------------- | ---------------------- | ----------------- | ---------------- | -------- |
| 2017 Лахти      | —      | —                | —                      | —                 | 13               | 2        |
| 2021 Оберстдорф | —      | —                | —                      | 18                | 14               | 2        |

## Награды
- Орден Дружбы (25 февраля 2022 года) — за высокие спортивные достижения, волю к победе, стойкость и целеустремлённость, проявленные на XXIV Олимпийских зимних играх 2022 года в городе Пекине (Китайская Народная Республика)[6];